# Charles-Alexandre-Joseph de Bacquehem
Le marquis Charles-Alexandre de Bacquehem est né à Douai en 1737 et mort le 29 octobre 1792 de la petite vérole.
Il descendait d'une ancienne famille cambrésienne remontant au XIIe siècle. Il épouse en 1767 Philippine-Marie-Colette de Thiennes, la plus jeune fille du Comte de Rumbeke.
Il obtient par lettres-patentes du 1er novembre 1786 l'autorisation de fonder une nouvelle industrie à Douai en créant la première verrerie.
Les premières pièces furent présentées le 20 janvier 1789 aux magistrats de l'échevinage.
La même année, le marquis de Bacquehem, en qualité de seigneur de Coutiches et de Râches fut convoqué à l'assemblée du bailliage pour élire les représentants aux États généraux

## Sources
- La Voix du Nord, 14 août 2001*15, Didier Margerin, Aniche : entre passé et présent, balade au pays des verriers.